# .ni
A .ni Nicaragua internetes legfelső szintű tartomány kódja, melyet 1989-ben hoztak létre. Politikai okok miatt Észak-Írország is inkább ezt a végződést használja, ezért hozták létre a .co.ni területet.

## Második szintű tartománykódok
- gob.ni – kormányzati intézményeknek.
- co.ni – kereskedelmi szervezeteknek.
- com.ni – kereskedelmi szervezeteknek.
- ac.ni – tudományos intézményeknek.
- edu.ni – oktatási intézményeknek.
- org.ni – nonprofit illetve nem kormányzati szervezeteknek.
- nom.ni – személyeknek.
- net.ni – internetszolgáltatóknak.
- mil.ni – katonaságnak.